# Heading Northe
Heading Northe to trzecia studyjna płyta niemieckiego zespołu Stormwarrior. Muzyka na niej zawarta to melodyjny speed metal nawiązujący do dokonań klasycznych zespołów tego gatunku jak Helloween, Running Wild czy Gamma Ray.
Według lidera zespołu - Larsa Ramcke - wydawnictwo to różni się od dwóch poprzednich albumów grupy szczególnie brzmieniem, które jest mniej surowe aniżeli na swych poprzedniczkach. Również niektóre kompozycje zawierają więcej przestrzeni, posiadają bardziej podniosły, wręcz mistyczny klimat.

## Lista utworów
1. And The Norde Calleth For Oden (0:38)
2. Heading Northe (4:19)
3. Metal Legacy (4:21)
4. The Holy Cross (7:18)
5. Iron Gods (4:00)
6. Ragnarök (4:15)
7. The Ravenge Of Asa Land (5:15)
8. Remember The Oathe (3:33)
9. Lion Of The Northe (6:38)
10. Into The Battle (3:49)
11. And The Valkyries Ride (1:11)

## Twórcy
- Lars Ramcke - śpiew, gitara
- Alex Guth - gitara
- Yenz Leonhardt - gitara basowa
- Falko Reshöft - perkusja

## Informacje o albumie
- nagrany: Thunderhall Studio (Hamburg)
- produkcja: Lars Ramcke
- miksy: Piet Sielck w Powerhouse Studio (Hamburg)
- mastering: Tommy Hansen Jailhouse Studio (Dania)
- projekt i wykonanie okładki: Uwe Karczewski
- fotografie: Dirk Illing

## Wideografia
- Heading Northe